# 勒内·沙龙墓

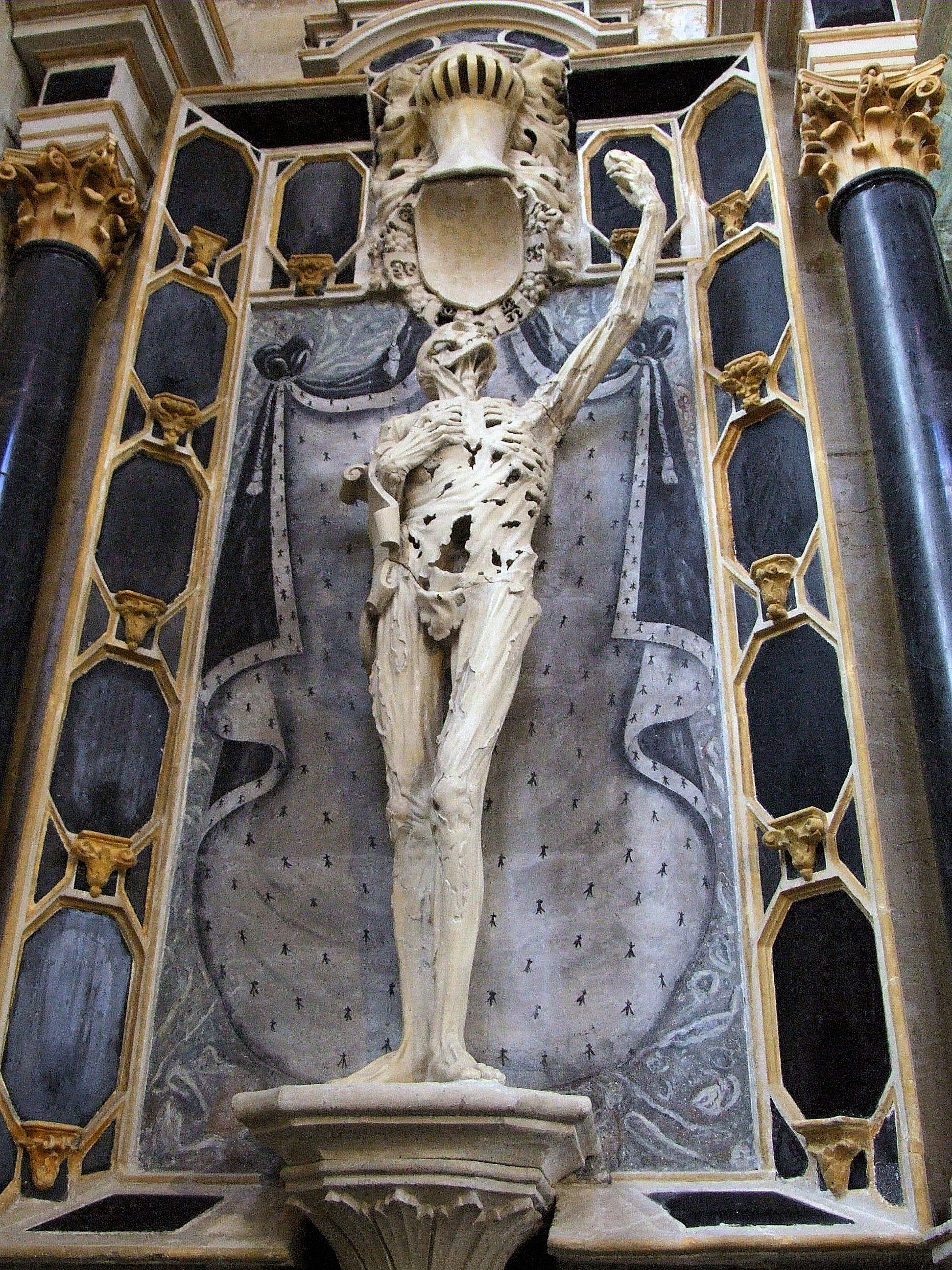
Transi de René de Chalon 雕塑的上半部分 c. 1545–47

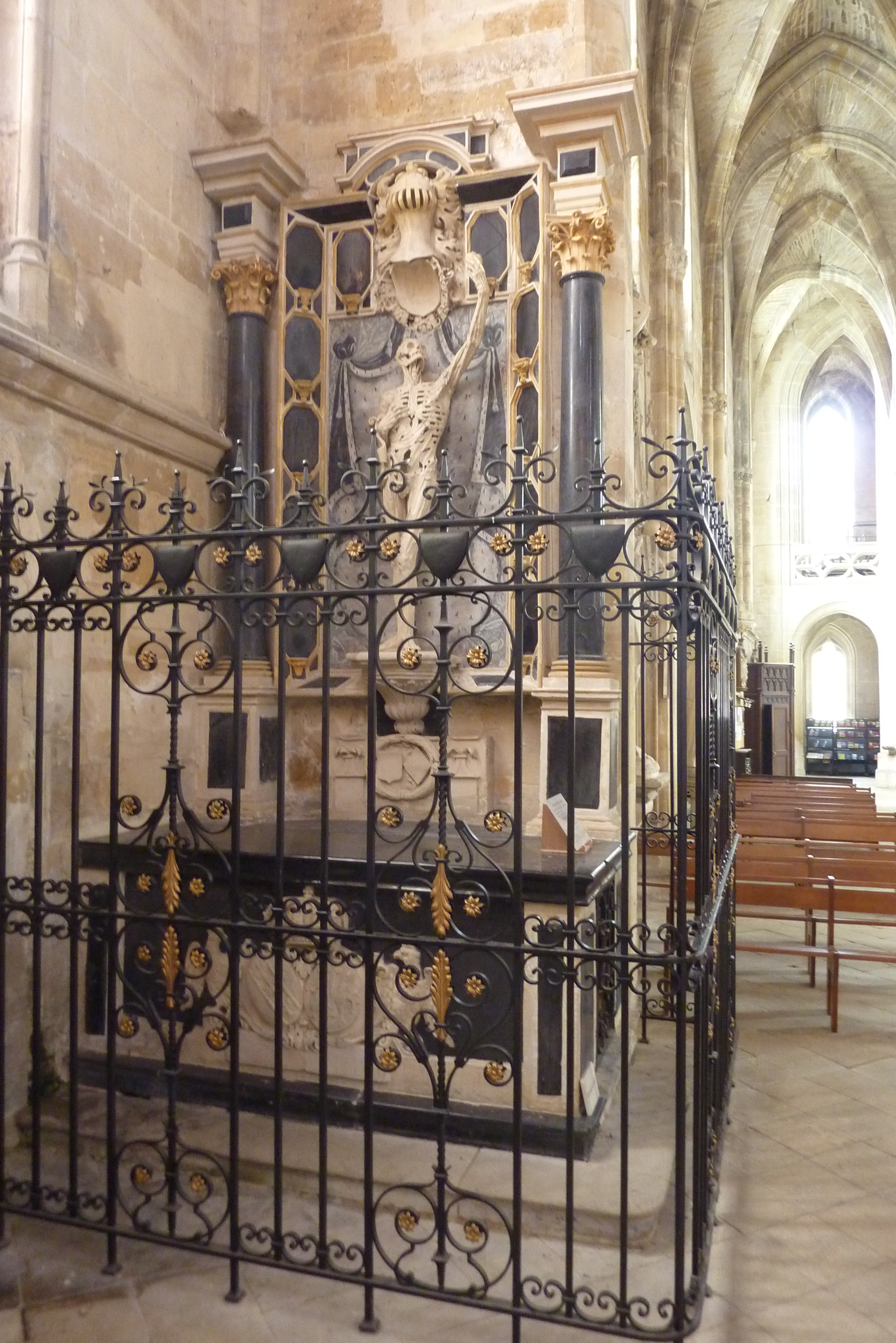
包括黑色大理石柱和祭坛画在内的雕塑全貌

勒内·沙龙墓（法語：Transi de René de Chalon），又称勒内·沙龙之心纪念碑或骷髅雕塑，位于法国东北部巴勒迪克的圣艾蒂安教堂（the church of Saint-Étienne），是一座哥特晚期丧葬纪念碑，被世人称作transi。这座纪念碑由一个祭坛和一座石灰石雕像组成，雕像所刻的是一具腐烂无皮的尸体，整体呈直立状态，左手向外伸出。这座雕像于1544年至1557年间的某个时间完工，大部分都是由法国雕塑家利吉尔·里奇尔所作。至于其他部分，比如盾徽以及挂帘分别是后来在 16 世纪和 18 世纪加上的。
勒内·沙龙墓可以追溯到曾经的一段黑暗时期。由于欧洲到处都充满了瘟疫、战争以及宗教冲突，所以当时整个社会都十分惧怕死亡。 这座墓是为洛林公爵安托萬的女婿——奥兰治亲王勒内·沙龙量身打造的安息之所。1544年7月15日，勒内在圣迪济耶之战中被包围，身受重伤，第二天便身亡，年仅25岁。里希埃用人体骨骼（écorché）的形式重现勒内·沙龙的形象，雕塑中人物的皮肤和肌肉早已腐化，只剩下一具骸骨。很显然，里希埃这样做正是完成了勒内·沙龙的临终遗愿——他希望自己的墓能展现出他死后三年的模样。他的左臂举起，仿佛直指天堂。据称，雕塑那只高举起的手臂的手上有一个圣物箱，而勒内·沙龙的心脏曾经就被放在这个盒子里。与同时代类似作品不同的是，这座雕塑呈站立姿态，看上去栩栩如生，像是一具“活着的尸体”，起创新性使其具有深远的影响力。这座墓葬雕塑被放置在雕刻的大理石和石灰石祭坛上方。
1898 年 6 月 18 日，勒内·沙龙墓被列为历史古迹。第一次世界大战期间将其移交给巴黎的先贤祠进行保管，1920年又送回巴勒迪克。1998年至2003年间，雕像和圣坛都进行了大规模的修复活动。巴勒迪克的Barrios博物馆以及巴黎的夏乐宫都有该雕塑的复制品。

## 描述

### 雕像
雕塑高 177厘米（70英寸），由黑色大理石和石灰石打造而成。骷髅的头部和躯干，左臂，还有腿部以及盆骨部分由三块石灰石制作而成。雕塑及其整体的框架由一根放置在人物盆骨部分的铁柱支撑。尸体挂在教堂祭坛画的上方与勒内 · 沙龙本人比例一致，身体已腐化，显得十分瘦弱。其左臂向外伸出，右手却放在胸前。外伸的手臂也许曾经承托着勒内保存下来的心脏，伸展的姿态仿佛在向上苍祈求和哀悼。
这座腐烂的骨骼雕塑尽显真实， 置于一个柱座之上，柱座由两根黑色的科林斯柱式大理石柱支撑。作者在人物的下方放置了一枚徽章，其中的盾牌却什么图案也没有。有人称这座雕塑是“一具腐烂的尸体，肌肉的碎片从骨头和皮肤上剥落下来，挂在一个中空的骨架上”。
他的左手向上伸出，好像在向天堂或上帝祈求。手势的摆放可能是参考约伯记（Job）19:26 中的圣经经文：“虽然我的皮肤之下有尸蛆摧毁我的身体，但我必在肉体之外得见神。这样的手势也许是在表达一种忏悔的祈求，或是祈求上苍以得永生。艺术史学家凯瑟琳·科恩（Kathleen Cohen）写道，这座纪念碑可能是在证明“腐朽是走向重生的必经之路”。
1793 年，一名 法国士兵盗走了勒内那只向外伸出的手。 之后这只手被替换掉了，手里拿着的东西换成了不是 水钟就是沙漏之类的东西，很明显是象征着人终有一死. 但是，这种变化改变了雕塑的意义，之前这尊雕塑代表着勒内 · 沙龙，而现在则是代表死神，或者说是 死亡之舞的一种表现形式。

## 勒内 · 沙龙的死亡和墓碑的建造

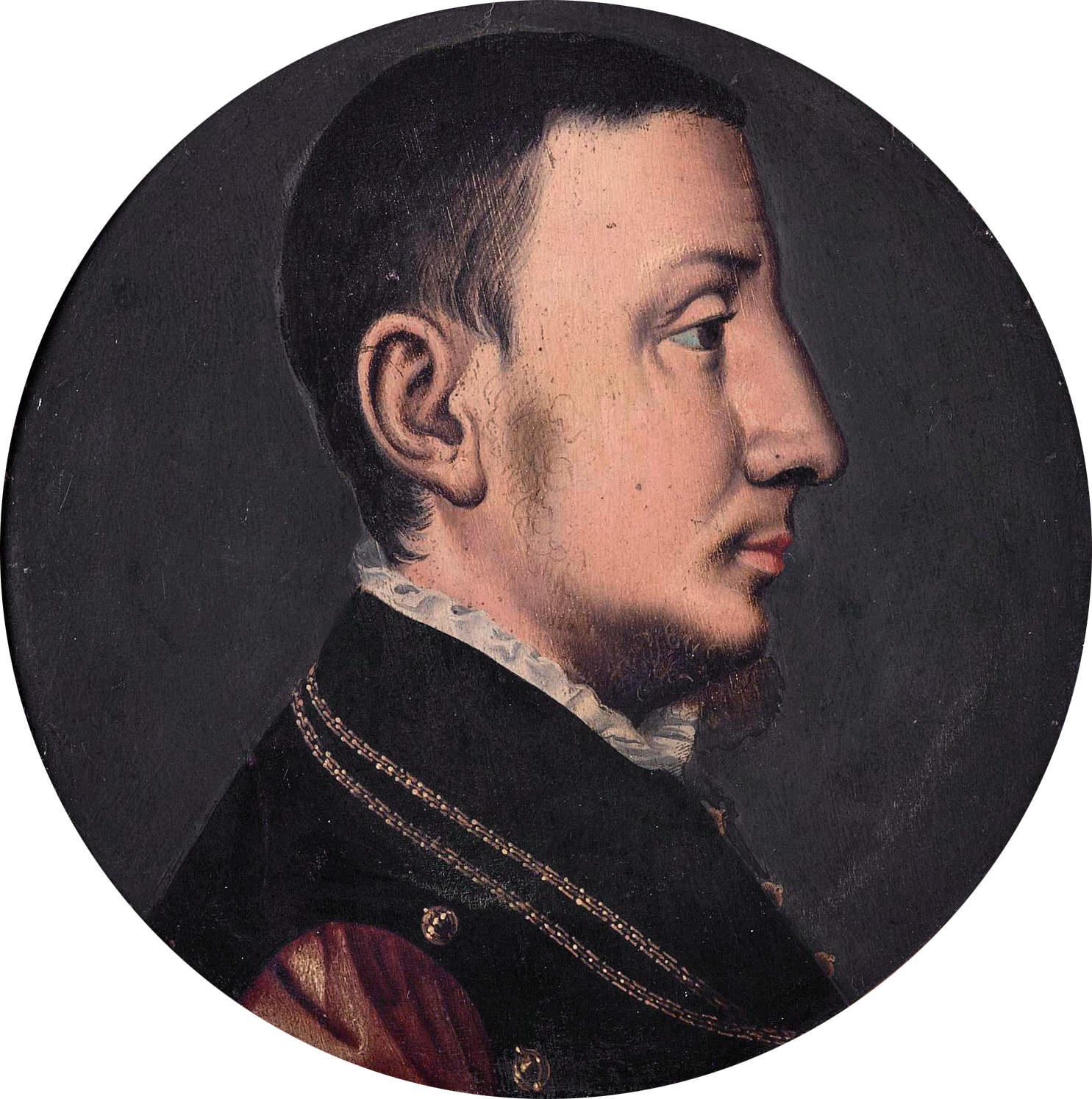

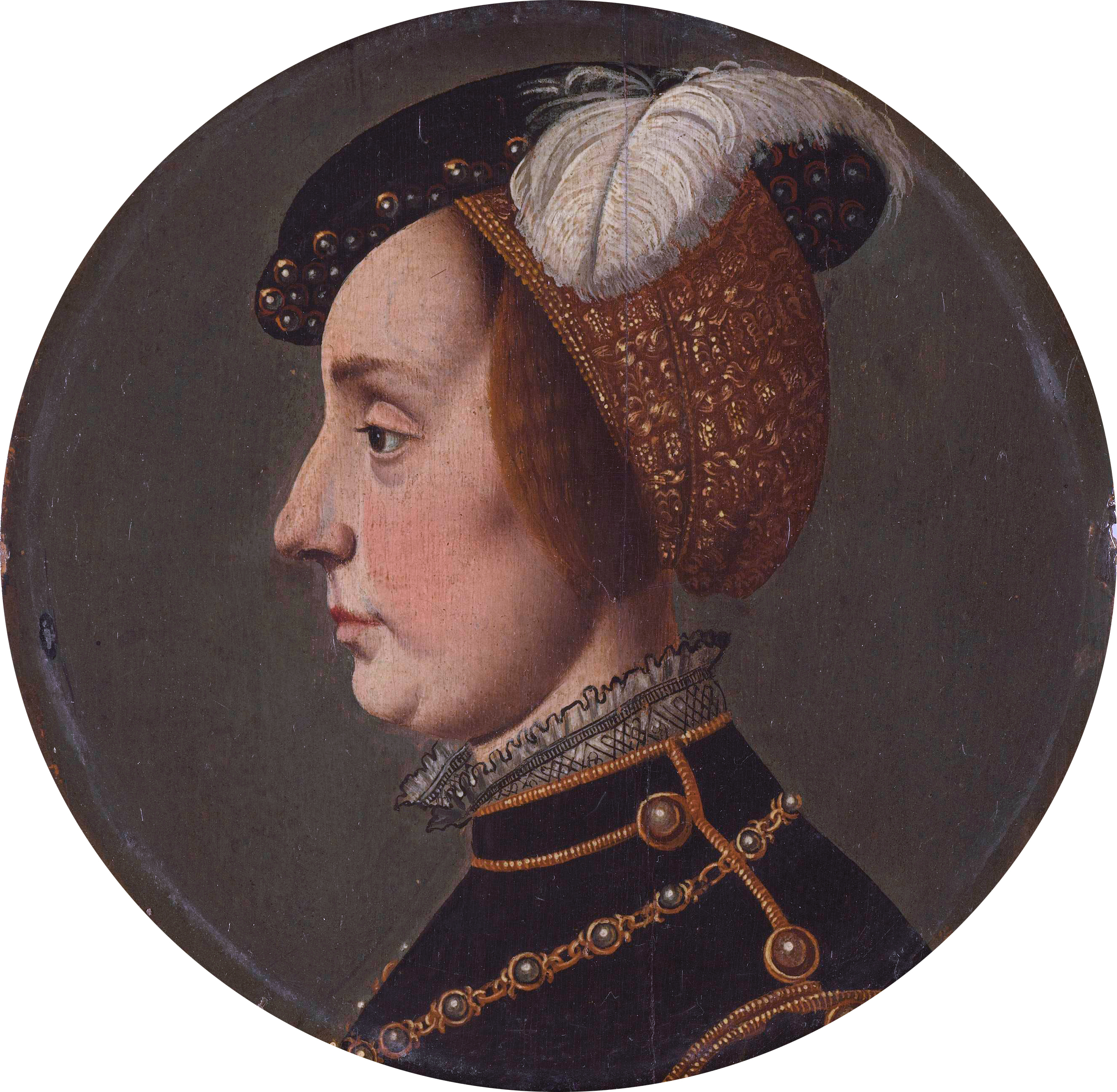
扬·范·斯柯，《洛林安娜的画像》，1542年

勒内 · 沙龙， 荷兰、 泽兰、 乌特勒支和格尔雷总督， 奥伦治亲王，于1544年7月15日逝世，年仅 25 岁，勒内受查理五世之命出战圣迪济耶之战。 在此次战役中，勒内受了致命伤，第二天 查理五世站在勒内的床边眼看着他咽了气。  勒内死后没有留下任何直系继承人。查理斯立刻写信给勒内的妻子 ——安娜 · 奥法 · 洛兰 (Anna of Lorraine)（卒于 1568 年），详细阐述了勒内最后几个小时的情况以及死亡的消息。  勒内的形象以 人体骨骼的形式展现出来并放置在他自己的坟墓之上，这是一句没有皮肤的尸体，“就像他死后三年的模样”, 很显然这满足了他的愿望。  勒内的其他家族成员也拥有尸体纪念碑，比如他的父亲亨利 · 三世 · 奥法 · 拿骚 - 布雷达 (Henry III of Nassau-Breda)，他的叔叔菲利伯特 · 沙龙（Philibert of Chalon）， 他的外婆还有他妻子的叔叔。 勒内希望他的形象“不是普通的标准雕塑，要与他的身高比例一致，雕塑上还有干裂的皮肤挂在他的骨架上，身体呈现出一种高贵的姿态，右手紧抓着自己空空如也的胸廓，左手高高举起自己的心脏。”
勒内的意图从未得到明确的解释，无论是查理斯（Charles）的信还是勒内的遗嘱都没有提及此事。鉴于没有相关记录，而且年仅 25 岁的勒内不太可能仔细设想过自己的墓葬和纪念馆，因此该设计背后的创意最有可能是来自于安娜（Anna）。 众所周知，是她委托利吉尔·里奇尔创作这个雕塑，  当时利吉尔·里奇尔在法国东北部的圣米希尔地区之外鲜为人知，虽然如今他已经是哥特晚期最重要的雕塑家之一。 尽管确切的日期尚不确定，但已知该雕塑的创作开始于 1544 年之后，并于 1557 年之前完成。  如今，该墓已成为利吉尔·里奇尔最著名和最具影响力的作品。 
按照当时的丧葬礼仪，勒内的心脏，肠子和骨头要分开保存。 他的心脏和肠子存放在巴勒迪克的圣马克斯大教堂（the Collegiate Church of St. Maxe）中，该教堂在法国大革命期间遭受重创，并于 1782 年彻底弃之不用。其余部分则转移到了布雷达（Breda），以便同他的父亲和襁褓时期便夭折的女儿埋在一起。勒内的遗孀委托里奇尔建造丧葬纪念碑（transi）来存放勒内尸体的一些剩余部分。1790 年 6 月，这座纪念碑，连同其他遗物以及勒内家人的遗物移至圣艾蒂安教堂（the church of Saint-Étienne）再次安葬。
安娜要求把勒内的墓设计成一种memento mori， 但她具体要求到何种程度尚不确定。这也许是里奇尔最知名的作品，他以最原始的方式呈现出一具“活着的尸体”，因此备受称赞。这样的主题在早期丧葬艺术中是空前绝后的。此外，里奇尔还创作了另一个同种风格的作品，《死亡》，目前珍藏在第戎美术馆。 这两幅作品无论从形式还是意图上看都与 16 世纪 20 年代的《La Mort Saint-Innocent》相差无几。起初《La Mort Saint-Innocent》这座雕塑珍藏在法国巴黎的圣英诺森公墓，现在由卢浮宫保管。这座雕塑生动地展现了一具瘦骨嶙峋的尸体，尸体的右手向上高举着，左手则拿着一个盾牌。

### 祭坛画和框架
雕塑的整体框架由镶嵌在白色石头中的八边形黑色大理石板块构成。不同板块之间各由一块小型墀头隔开，总共 12 块。这些墀头高度不等，大约在 38 至 40 厘米（1.25–1.3   英寸）之间。 如今，未有一块墀头存留下来。已知其中六块是在 1793 年 11 月的法国大革命中被摧毁。而雕塑上方的盾牌也只留下一个底座，其间的徽章已不见踪影。

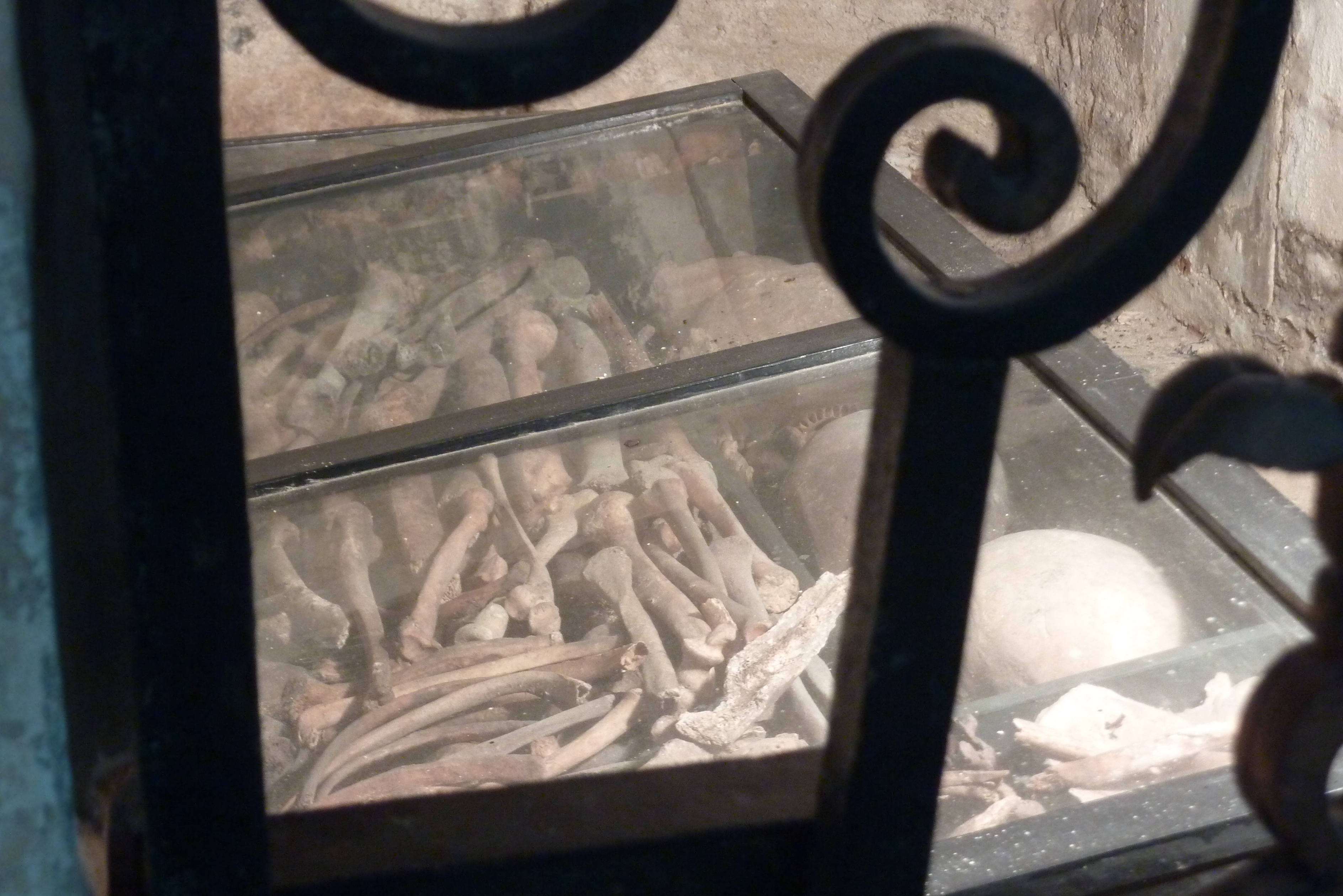
巴尔公国贵族的遗体

祭坛画由黑色雕花大理石和石灰石制成。整体尺寸为 267 x 592 厘米（105 x 233 英寸）。它的顶板取自巴尔伯爵亨利四世(卒于 1344 年)（Henry IV, Count of Bar）和尤兰德 · 弗兰德斯（卒于 1395 年）曾经的安息之所。后来又在黑色板块上刻了两组铭文。1810 年，应圣埃蒂安牧师，克劳德 · 罗莱特（Claude Rollet）的要求，将巴尔（Bar）和洛林（Lorraine）的家族 纹章添加到祭坛画正面。 至于挂帘，同样也是后来才加上的。 
祭坛上放着一个玻璃圣髑盒，里面保存着巴尔家族其他皇室贵族的尸骨，其中就包括亨利四世和他的妻子尤兰德，巴尔公爵罗伯特 （Robert, Duke of Bar）（卒于 1411 年）和他的妻子玛丽公爵夫人（Marie of France）（卒于 1404 年），以及他们的儿子巴尔公爵爱德华三世（卒于 1415 年）。 至于其他尸骨，可能是上洛林公爵腓特烈一世（Frederick I, Duke of Upper Lorraine），巴尔伯爵爱德华一世（卒于 1336 年）和勃艮第公国的玛丽女爵（卒于 1298 年）。雕像后墙上的壁画则是由沃伦博·巴伯尔（Varembel Barber）于 1790 年绘制的。

## 解释
尸体纪念碑在法国称作“transi”，旨在展示人体从一条鲜活的生命向死亡分解的“转变”。艺术史学家们对这座雕像颇具争议，尤其是对雕像手臂高举的象征意义及其手中原本所拿的物品持有不同见解。曾经人们一度认为雕塑手中所握的应该正是这位亲王风干的心脏。
艺术史学家以两种不同的方式来解读这座雕像。 其中较为浅层的一种理解是，该墓是充满爱意且虔诚的妻子对自己丈夫的一种致谢。 其他学者，比如伯纳德 · 诺尔（Bernard Noël）和保莱特 · 乔纳（Paulette Choné），看到了更深层次的意义，唤起了人们去感知“死亡的精神内涵”。 他们认为这件作品是在讲述和表达死亡必然来临这一道理以及死亡带来的影响。 1922 年，小说家路易斯 · 伯特兰德（Louis Bertrand）把这些互为对立的观点统一起来，他写道，这座墓可能既代表一种绝望，又代表对灵魂永生的浪漫追求。 进一步阐述就是这件作品代表了对过去所犯罪行的 补赎或忏悔。

## 遗产

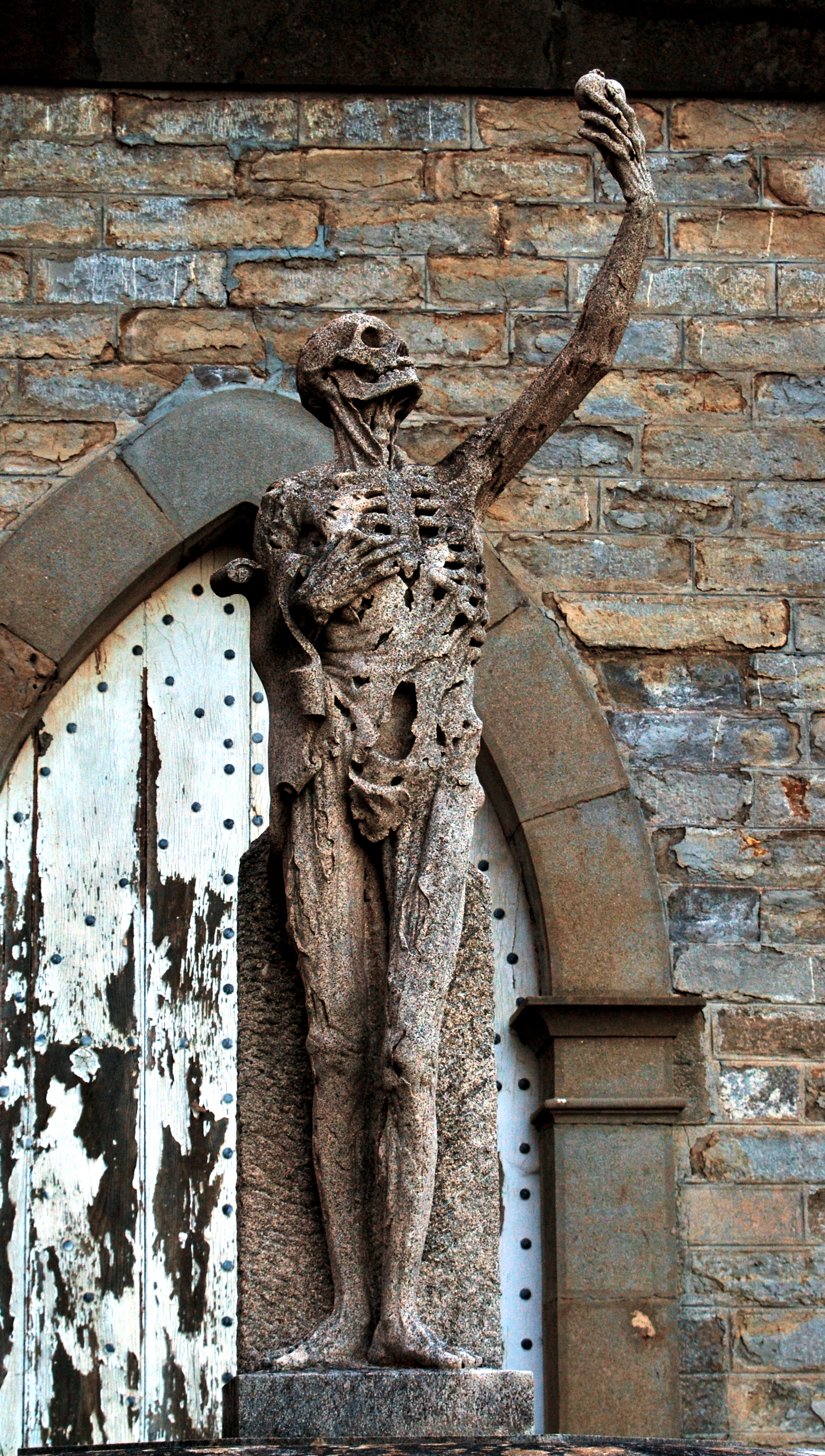
弗朗索瓦·蓬蓬（François Pompon），《亨利·巴塔耶墓的雕像》（Statue at the Tomb of Henry Bataille in Moux）,1922

1894 年，工匠为夏乐宫打造了该雕像的复刻品。 1922 年，弗朗索瓦 · 庞彭（François Pompon）在莫克斯模仿勒内的墓为剧作家、诗人亨利 · 巴塔耶（Henry Bataille）打造了一座极为相似的雕像，另一座复制品则珍藏在巴勒杜克（Bar-le-Duc）的巴罗伊博物馆（Musée Barrois）中。  《死亡》这件作品于 16 世纪问世，作者未知，它栩栩如生地展现了一具包裹在裹尸布中的尸体，现在珍藏在第戎博物馆（目录编号 743）中。这件作品确实跟勒内墓中的雕塑很相似，但要小得多。
1557 年，路易斯 · 德 · 马苏斯（Louis Des Masures）在其《奥兰治亲王，勒内 · 沙隆的心 —— 墓志铭》一书中首次提到了transi 。1992 年，该书的 Faber 版本在封面刊登了勒内雕塑的照片。 1941 年，法国诗人路易 · 阿拉贡 （ Louis Aragon）也在其书《断肠人》中提到了勒内的墓。  它启发 汤姆 · 冈恩 （ Thom Gunn ）创作了一首诗，这首诗是在他的朋友因艾滋病死后而创作的挽歌，收录在其 1992 年的诗集《盗汗者》中。  这首诗写道“我的肉体是我的铠甲 / 无论何处受伤，它都会自动愈合。 / 无论我在哪里，它都会直挺挺的立住 / 紧拥着我的躯体 / 仿佛是在保护我 / 不被那些扑面而来的痛苦伤害”。   西蒙妮 · 德 · 波伏娃（Simone de Beauvoir）在她 1974 年所写的自传《言行录》 （ All Said and Done）中详细介绍了她第一次与该墓相遇的经历，并称赞其为一件“杰作”——“木乃伊化的活人”。 
1898 年 6 月 18 日，该墓被指定为法国历史遗迹。

## 起源与保护

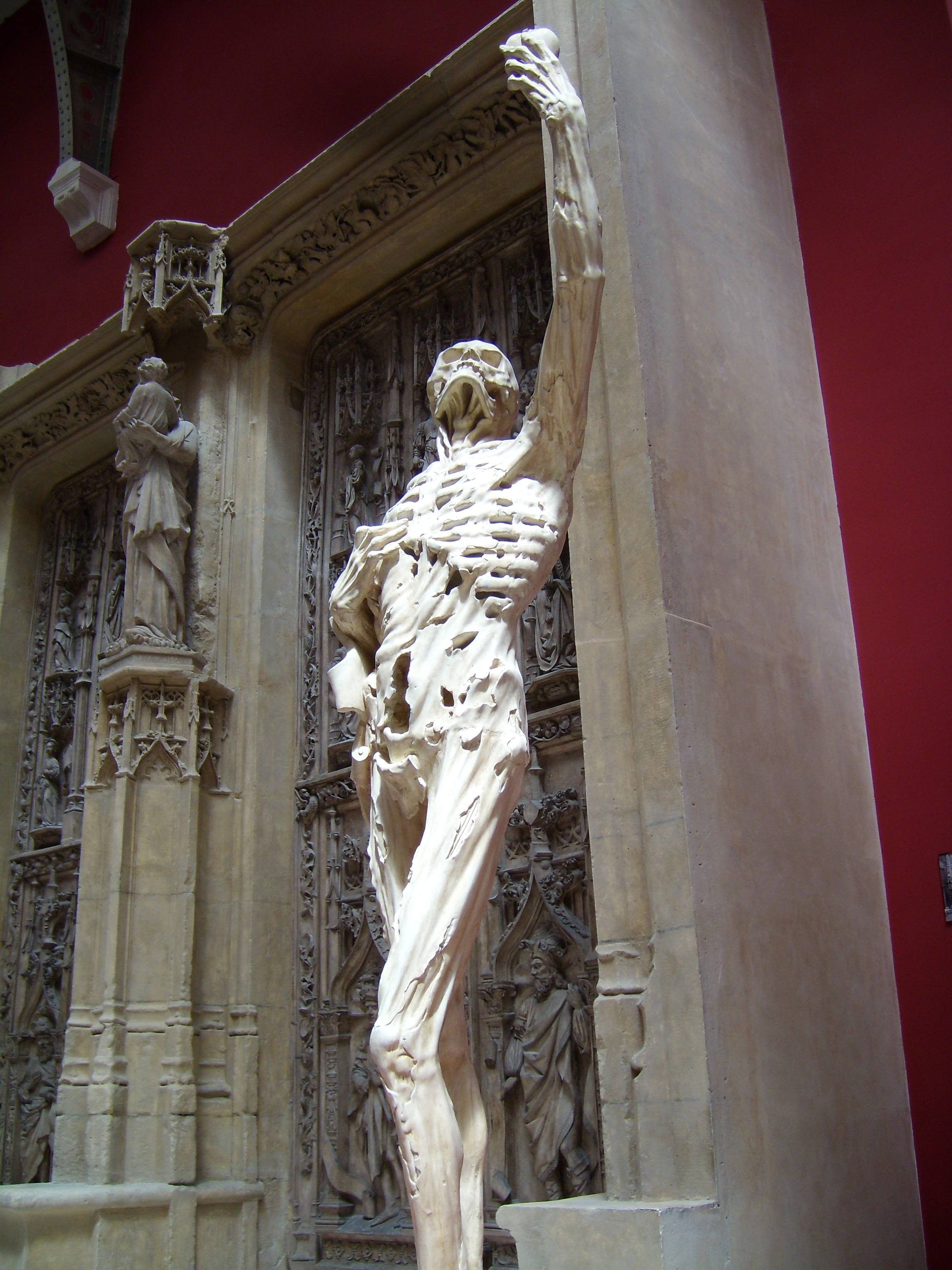
夏乐宫的复刻本

起先，勒内 · 沙龙墓保存在巴勒迪克的圣马克西大教堂（the collegiate church of Saint-Maxe）中，在教堂拱顶的上方可能放着勒内的心脏，除此之外，还有他的岳父洛林公爵安托万（Antoine, Duke of Lorraine）  以及其他家庭成员的尸骨。 1782 年，旧址弃之不用后，勒内的墓被移至圣蒂安教堂（the church of St Ėtienne）。第一次世界大战期间，它又被移至巴黎的先贤祠，1920 年又被送回巴勒迪克（Bar-le-Duc）。
由于几世纪以来长期处于潮湿环境，或是由于雨水直接接触的原因，勒内墓遭受了严重的破坏。 1969 年，Maxime Chiquet d'Allancancelles 对其进行了修复。 1998 年至 2003 年间，雕像和祭坛画由专人进行了进一步的修复。 1993 年，祭坛装饰物和墓都被列为历史古迹，然后再次进行了修复。  1998 年，由区域文化事务局委托开展了对勒内墓的全面评估和历史研究，随后在 2001 年再次进行了状况评估并提出相应建议。

2003 年的修复工作是分阶段进行的，第一步是将雕像拆开，并用棉签仔细进行清理，然后才拆除了祭坛以清理其后墙。继而用 微晶纤维素抛光后墙和侧柱。修复师弗朗索瓦 · 约瑟夫（Françoise Joseph）清理了壁画，又给雕像重新上了色，同时也发现了原来勒内墓四个角落里都有装饰品。由于教堂的地下室在冬天时常积水，壁画常年受潮，损坏严重。雕像的修复工作包括去皱，修复碎片和裂痕以及消去涂鸦痕迹。这些损坏一般集中在雕像的大腿根部、膝盖和骨盆周围。此外，雕像曾经的铁质扣件也被换成了不锈钢嵌钉，以防雕像将来发生氧化作用而褪色。

## 更多资料
- 丧葬艺术
- 利吉尔 · 里希埃的雕塑

### 备注
1. 1 2 3  "The Death （页面存档备份，存于）" (in French). Musée des Beaux-Arts de Dijon. Retrieved 20 January 2019
2. ↑  "La  Mort Saint-Innocent". Musée du Louvre. Retrieved 2 February 2019
3. 1 2 3 4 5  Manca et al (2016), p. 513
4. ↑  Jones (2018), p. 43
5. 1 2 3 4  "Historical monuments （页面存档备份，存于）" (in French). French Ministry of Culture. Retrieved 9 December 2017
6. ↑  Morton, Ella. "What Rot: A Look at the Striking "Transi" Corpse Sculptures （页面存档备份，存于）". Slate, 24 September 2014. Retrieved 9 December 2017
7. 1 2 3  Cohen (1973), p. 179
8. 1 2 3  Cohen (1973), p. 177
9. 1 2  Kuyper (2004), p. 130
10. ↑  Rowen (1988), p. 11
11. ↑  Chastel (1995), p. 218
12. ↑  Cohen (1968), p. 342
13. ↑  Cohen (1973), pp. 177–78
14. ↑  Thuillier (2003), p. 216
15. ↑  Noël; Choné (2000), p. 7
16. 1 2 3  "Ligier Richier (about 1500–1567)". Virtual Museum of Protestantism. Retrieved 12 August 2018
17. 1 2  Denis (1911), p. 126
18. ↑  Gedo (1998), p. 285
19. ↑  "Altarpiece （页面存档备份，存于）". French Ministry of Culture. Retrieved 12 August 2018
20. 1 2 3 4 5 6  Janvier, François."Restauration du "Squelette" de Ligier Richier À Bar-Le-Duc （页面存档备份，存于）" (in French). The Conservator, September 2014. Retrieved 12 August 2018
21. ↑  Noël; Choné (2000), p. 43
22. ↑  Noël; Choné (2000), p. 41
23. ↑  Selected works at the Musée barrois （页面存档备份，存于） (in French). Musée Barrois. Retrieved 9 December 2017
24. ↑  Toussaint, Jean-Marc. "Compilation-architecturale （页面存档备份，存于）" (in French). L'Est Républicain, 2016. Retrieved 27 January 2019
25. ↑  Quarré (1946), p. 27
26. ↑  Noël; Choné (2000), p. 141
27. ↑  Bulletin archéologique du Comité des travaux historiques et scientifiques. Impr. nationale, 1938. p. 578
28. ↑  Hoffman (2000), p. 32
29. ↑  Beaujeu (1993), p. 164
30. ↑  Noël; Choné (2000), p. 126
31. ↑  Gillis (2009), pp. 156–82
32. ↑  Chirat (2018), p. 37
33. ↑  Janvier, François."Restauration du "Squelette" de Ligier Richier À Bar-Le-Duc （页面存档备份，存于）" (in French). The Conservator, September 2014. Retrieved 12 August 2018

### 资料来源
- Beaujeu, Claude-Marie. Lalexandrin dans "Le Crève-Coeur dAragon: étude de rythme (in French). Paris: Presses de lUniversité de Paris-Sorbonne, 1993. ISBN 978-2-8405-0012-4
- Chastel, André. French Art: The Renaissance, 1430–1620. Paris: Flammarion, 1995. ISBN 978-2-0801-3583-4
- Chirat, Didier. Les petites histoires de l'Histoire de France (in French). Paris: Larousse, 2018. ASIN B07KXTRW97
- Cohen, Kathleen. Metamorphosis of a Death Symbol: The Transi Tomb in the Late Middle Ages and the Renaissance. Berkeley and Los Angeles: University of California Press, 1973. ISBN 978-0-5200-1844-0
- Cohen, Kathleen. The Changing Meaning of the Transi Tomb in Fifteenth and Sixteenth-Century Europe. Berkeley and Los Angeles: University of California Press, 1968
- Denis, Paul. "Ligier Richier L'Artiste et Son Oeuvre". Nancy and Paris: Berger-Levrault, 1911
- Gedo, Mary. Psychoanalytic Perspectives on Art, Volume 3. Abingdon-on-Thames: Routledge, 1998. ISBN 978-0-8816-3078-7
- Gillis, Colin. "Rethinking Sexuality in Thom Gunn's 'The Man with Night Sweats'". Contemporary Literature, volume 50, No. 1, 2009. pp. 156–82 JSTOR 20616416
- Hoffman, Tyler. "Representing AIDS: Thom Gunn and the Modalities of Verse". South Atlantic Review, volume 65, no. 2, 2000, pp. 13–39 JSTOR 3201810
- Jones, David Annwn. Gothic effigy: A Guide to Dark Visibilities. Manchester: Manchester University Press, 2018. ISBN 978-1-5261-0122-8
- Kuyper, W. The Triumphant Entry of Renaissance Architecture Into the Netherlands. Alphen aan den Rijn: Canaletto, 2004. ISBN 978-9-0646-9693-0
- Manca, Joseph; Bade, Patrick; Costello, Sarah; Charles, Victoria. 30 Millennia of Sculpture. New York: Parkstone International, 2016. ASIN B0769QD14W
- Noël, Bernard; Choné, Paulette. Ligier Richier. Thionville Conseil général de la Meuse, 2000. ISBN 978-2-9126-4520-3
- Quarré, Pierre. "Sculptures acquired by the Dijon Museum from 1940 to 1946". Bulletin des Musées de France, November 1946
- Rowen, Herbert. The Princes of Orange: the Stadholders in the Dutch Republic. Cambridge: Cambridge University Press, 1988. ISBN 978-0-5213-9653-0
- Thuillier, Jacques. History of Art. Paris: Flammarion, 2003. ISBN 978-2-0801-0875-3